# Lysvatnet (Lenvik)
Lysvatnet (in norvegese) o Čáhppesjávri (in sami del nord) è un lago nel comune di Lenvik nella contea di Troms, in Norvegia. Il lago si trova nella valle Helvetesdalen sull'isola di Senja. Lungo 6 chilometri, esso occupa un'area di 3,67 chilometri quadrati. Il lago si trova a circa 10 chilometri a ovest del villaggio di Gibostad.